# Lancok (Meurah Dua)
Lancok is een bestuurslaag in het regentschap Pidie Jaya van de provincie Atjeh, Indonesië. Lancok telt 445 inwoners (volkstelling 2010).